# Brian Austin Green
Brian Austin Green (Van Nuys, California, 15 de julio de 1973) es un actor estadounidense. Es conocido por el papel de David Silver en la serie Beverly Hills, 90210. También actuó en la serie del canal ABC Freddie, junto con Freddie Prinze, Jr.. Aparece de forma esporádica en series de televisión como Terminator: The Sarah Connor Chronicles, Smallville y en Metallo. En 2010 se confirmó su incorporación como Keith Watson en la séptima temporada de Mujeres Desesperadas.

## Biografía
Brian Austin Green nació en Van Nuys, California, el 15 de julio de 1973. Tiene ascendencia escocesa, cheroqui, húngara e irlandesa. Ingresó en el North Hollywood High School, después de haber estado en el Hamilton High School Academy de música. Sus padres se llaman Joyce y George Green y sus hermanos Keith y Lorelei. George fue un artista de Country & Western interesado en el mundo de la música.

### Vida personal
Green fue novio de la actriz Tiffani Thiessen desde 1992 hasta 1995, estuvo comprometido con Vanessa Marcil en el 2001 con quien tuvo un hijo llamado Kassius Lijah Green nacido el 30 de marzo de 2002. 

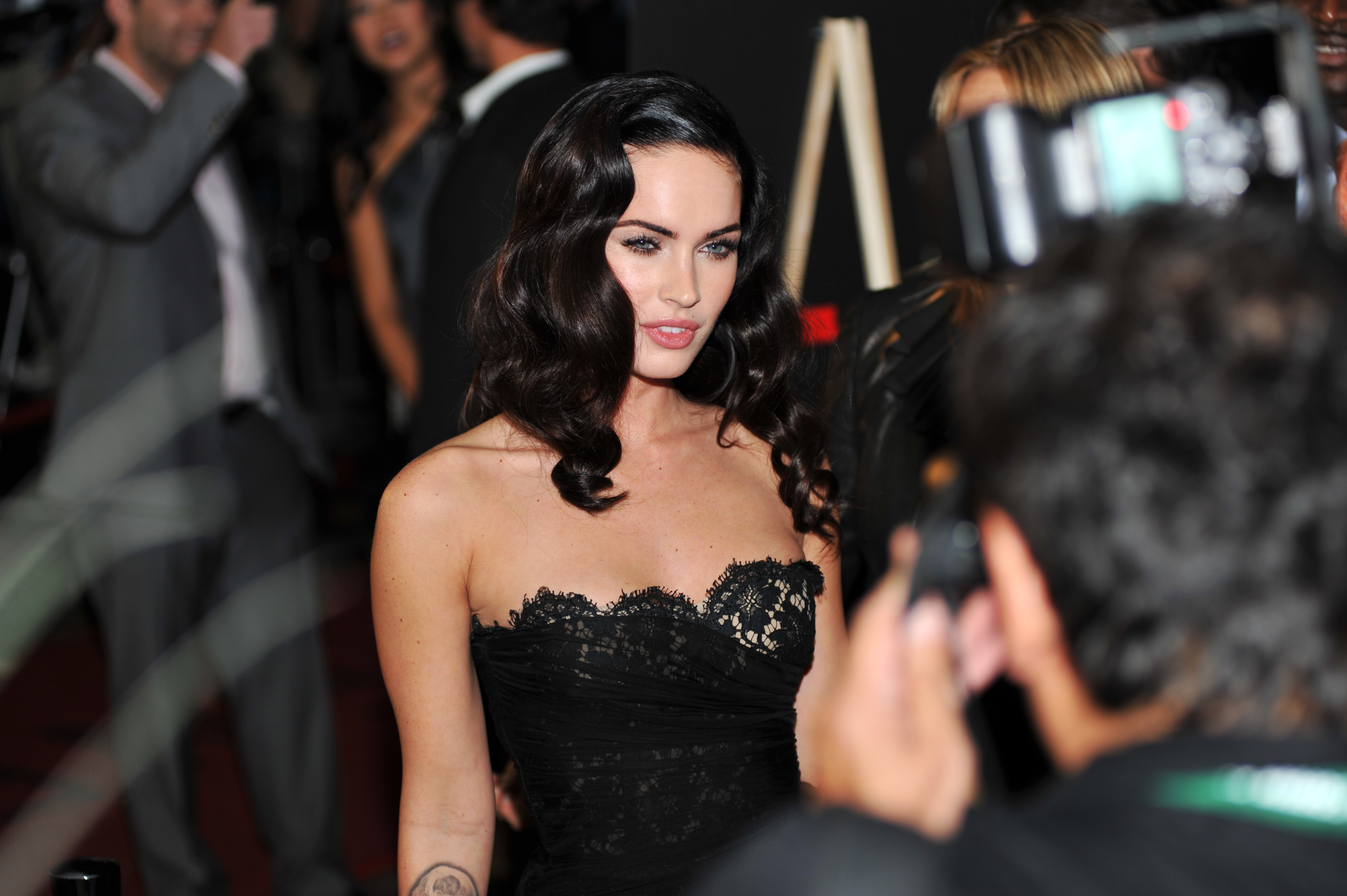
Megan Fox

En 2004, después de terminar su relación con Marcil,  conoció a la actriz Megan Fox en el set de la serie Hope & Faith e iniciaron una relación. En Vanity Fair, al preguntársele cuándo se conocieron, dijo: "La primera vez que lo vi, sentí mariposas en el estómago, me enamoré instantáneamente de él. Me acuerdo que todos nos habíamos acercado a los monitores, para ver su escena y él accidentalmente tocó mi pierna con su mano. Sentí como un shock eléctrico por todo mi cuerpo. Hubo mucha electricidad".  En 2006 se comprometieron pero en 2009 decidieron de mutuo acuerdo separarse. Dos años después, cuando se le preguntó por la ruptura, declaró: "La realidad es que ella tenía dieciocho años cuando la conocí y pasó por un cambio enorme en su vida cuando su carrera despegó. Cuando iniciamos nuestra relación, ella estaba viviendo en Nueva York haciendo Hope & Faith y yo era la persona a la que todos reconocían y de repente al protagonizar Transformers, la situación dio un vuelco y ella ya no podía ir a ninguna parte ya que su cara y nombre estaban por todas partes. La situación nos superó y Megan pasó por el período natural de no estoy segura de si estoy preparada para estar en una relación tan establecida - y añadió- "Tengo un niño de ocho años de edad, tenía dos años en aquel momento, cuando Megan y yo nos conocimos", dijo. "Ella me ayudó a criarlo y es una gran responsabilidad. No quería que se sintiera atrapada. Ella es increíble". " Entonces dijimos: 'Tomémonos un descanso y veamos cómo va la cosa'. Realmente, nunca fuimos en direcciones opuestas. Y al final volvimos juntos",
 Meses más tarde de la ruptura retomaron la relación y finalmente se casaron en una íntima y sencilla ceremonia el 24 de junio de 2010 en Hawái. La actriz habló de estar casada en 2010 durante la presentación de la película Passion Play en el Festival de cine de Toronto: "Casarme es lo mejor que he hecho nunca. Me casé con mi mejor amigo. Tengo la suerte de estar con él todos los días. Él es mi protector. Me siento muy segura, feliz y completa junto a él"- y añadió- "Los dos estamos cómodos casados. Habíamos vivido juntos muchísimo tiempo y la progresión fue natural. No puedo imaginarme sin él, lo amo". 
En marzo y abril de 2012 se comenzó a rumorear por internet que ambos estaban esperando su primer hijo juntos. Aunque la pareja no lo había confirmado oficialmente aunque sí personas cercanas, Megan Fox lo confirmó al ser fotografiada luciendo un embarazo avanzado junto a Green en Hawái celebrando su segundo aniversario de boda a finales de junio de 2012. El 27 de septiembre de 2012 Megan y Brian Austin fueron padres de un niño llamado Noah Shannon Green. El día 12 de febrero de 2014 fue padre de su tercer hijo, un niño llamado Bodhi Ransom Green. La pareja se separó brevemente en agosto de 2015, pero se reconciliaron y el 4 de agosto de 2016 tuvieron a su tercer hijo juntos, Journey River Green.
En mayo de 2020 Brian confesó en su podcast que la pareja llevaba varios meses separada, terminando oficialmente su matrimonio. Los trámites de divorcio se completaron en octubre de 2020.
En febrero de 2022 anunció que estaba esperando su quinto hijo en total y el primero con Sharna Burgess. Su hijo Zane Walker Green nació el 28 de junio de 2022.
El 1 de junio de 2022 reveló que esta padeciendo un cuadro fuerte de colitis ulcerosa, el cual le ha dado bastantes problemas en su salud.

### Problemas legales
En 2012 un fotógrafo estadounidense presentó una demanda contra Green a quien acusó de agresión. El querellante, Delbert Shaw, indicó en el recurso legal que el actor lo golpeó fuertemente en diciembre de 2011, luego de haber retratado a la pareja sin su consentimiento en una playa de Hawái.

## Carrera
Tras haberse iniciado en la música como cantante country decidió guiar su carrera en la actuación. Su primer trabajo como actor fue en la serie Highway to Heaven en la que apareció en un episodio aunque antes ya había trabajado en breves papeles para la serie Still The Beaver y en la película El fantasma de Canterville en 1985. Trabajó también durante tres temporadas, en el serial Knots Landing de la cadena Columbia Broadcasting System. De estos trabajos recibió nominaciones a los Young Artist Award.

Logo de la serie Beverly Hills, 90210

El productor Aaron Spelling lo contrató entonces para realizar el papel de David Silver en la serie de Beverly Hills, 90210, gracias a que su personalidad era similar a la que buscaban para el protagonista que iba a realizar. Este es su trabajo más reconocido de toda su carrera actoral y por el que más premios y reconocimiento ha obtenido. Durante la década que duró el show el actor participó en las series Growing Pains, Parker Lewis Can't Lose, MADtv, Sabrina, cosas de brujas y como el propio David Silver en Melrose Place. Además prestó su voz al personaje de la Antorcha Humana para la serie animada Los Cuatro Fantásticos y actuó en la serie Sensación de vivir en las temporadas de 1990 al 2000 y en el 2001 apareció en un episodio de Resurrección Blv de la cadena Showtime. En el terreno cinematográfico logró un rol protagónico con la película Kid y para 1991 coprotagonizó Kickboxer 2. Durante el año 1996, intenta empezar una carrera profesional como cantante de rap y sacó a la venta un primer álbum llamado One Stop Carnival. El álbum fue muy criticado y tampoco fue bien en las ventas. 
En la década de los 2000 al finalizar la serie Beverly Hills, 90210 Green actuó en las series The Twilight Zone, CSI: Crime Scene Investigation, Las Vegas. En el 2005 se integró al reparto de la serie Freddie de la American Broadcasting Company antes de la cancelación del programa en mayo de 2006. En el 2007 actuó junto a Jessica Capshaw en la comedia Untitled David Kohan mientras que en el 2008 protagonizó la película de suspenso “Impact Point” y realizó un cameo en How to Lose Friends and Alienate People. Ese mismo año se integró al elenco de la serie Terminator: The Sarah Connor Chronicles. En 2009 participó como estrella invitada en la serie CSI: Miami, como figurante en Saturday Night Live en el sketch que Megan Fox participaba, como narrador en la película Stay Cool y grabó varios episodios de la serie Body Politic que nunca se estrenaron. Entre 2009 y 2010 actuó en la serie Smallville como personaje regular en el papel de Metallo y ese mismo año se sumó al reparto de Mujeres desesperadas como el seductor Keith Watson que enamoraba a Bree Van De Kamp (Marcia Cross) durante la octava y última temporada. En ese mismo año 2011 actuó junto a Danny Trejo y Michael Clarke Duncan en Cross.
Green apareció en el episodio piloto de la serie Anger Management (serie de televisión) protagonizada por Charlie Sheen y en dos episodios de la serie Happy Endings (serie de televisión) como Chris. En noviembre de 2012 se estrenará como coprotagonista de la serie The Wedding Band.

## Filmografía

### Películas
| Year | Title                                   | Role                  | Notes |
| ---- | --------------------------------------- | --------------------- | --- |
| 1988 | Baby M                                  | Ryan Whitehead        | First film |
| 1990 | Kid                                     | Metal Louie           | |
| 1991 | An American Summer                      | Charles 'Fin' Findley | |
| 1991 | Kickboxer 2                             | Tommy                 | |
| 1995 | She Fought Alone                        | Ethan                 | |
| 1996 | A Friend's Betrayal                     | Paul                  | |
| 1996 | Her Costly Affair                       | Jeff                  | |
| 1997 | Laws of Deception                       | Cal Miller            | |
| 1997 | Unwed Father                            | Jason Kempler         | |
| 2002 | Ronnie                                  | Stanley               | |
| 2002 | Purgatory Flats                         | Randy Mecklin         | |
| 2002 | Bleach                                  | Zach                  | |
| 2003 | Southside                               | Jack O'Malley         | |
| 2003 | This Time Around                        | Drew Hesler           | |
| 2003 | Fish Without a Bicycle                  | Ben                   | Ganó Palm Beach International Film Festival Special Jury Prize Best Feature Philadelphia FirstGlance Film Festival Prize Best Dramatic Feature Los Angeles DIY Film Festival |
| 2005 | Domino                                  |                       | |
| 2006 | Grace                                   | Jimmy                 | |
| 2006 | Hollywood Familia                       |                       | |
| 2008 | How to Lose Friends and Alienate People | Cameo                 | Con Megan Fox |
| 2008 | Impact Point                            | Holden                | |
| 2009 | Stay Cool                               | Narrador              | |
| 2009 | Turning Japanese                        | Sam                   | |
| 2010 | Urgency                                 | Tony West             | |
| 2010 | Cross                                   | Callan                | |
| 2010 | The Wild Girl                           | Ned Giles             | |
| 2010 | Monster Heroes                          | James                 | |
| 2010 | Stage 4                                 |                       | |
| 2011 | ChromeSkull: Laid to Rest 2             | Preston               | |
| 2011 | Last Stop                               | Jack                  | |
| 2019 | Cross 3: El ascenso de los villanos     | Callan                | |
| 2024 | The Night They Came Home                | Chuck Palmer          | |

### Productor
| Year | Title                       |
| ---- | --------------------------- |
|      | Beverly Hills, 90210        |
| 2003 | Southside                   |
| 2007 | Untitled: A Love Story      |
| 2010 | Cross                       |
| 2011 | ChromeSkull: Laid to Rest 2 |
| 2012 | Ribbery Restaurant Grinders |
| 2012 | Fathom                      |

### Televisión
| Year       | Title                                   | Role                        | Notes |  |
| ---------- | --------------------------------------- | --------------------------- | --- |  |
| 1987–1989  | Knots Landing                           | Brian Cunningham            | 1989- Best Young Actor Young Artist Award 1988-Nomination for category Best Young Actor starring in a Television Drama Series Young Artist Award                                                          |  |
| 1987       | Highway to Heaven                       | Matthew Evans               | |  |
| 1987       | Good Morning, Miss Bliss                | Matthew EvansAdam Montcrief | |  |
| 1989       | Baywatch                                | Brian                       | |  |
| 1989       | Adventures in Babysitting (TV Pilot)    | Daryl                       | Won Young Artist Award-category Best Young Actor Starring in a TV Movie, Pilot or Special |  |
| 1990–2000  | Beverly Hills, 90210                    | David                       | 292 episodes 1992- Ganó Young Artist Award category Best Young Actor Co-starring in a Television Series 1991- Nominación for Young Artist Award-category Best Young Actor Supporting or Re-Occurring Role |  |
| 1991       | Growing Pains                           |                             | |  |
| 1992       | Parker Lewis Can't Lose                 |                             | |  |
| 1992       | Melrose Place                           | David Silver                | 3 episodios |  |
| 1996       | MADtv                                   | Ronnie                      | |  |
| 1996       | Malibu Shores                           | Sandy Gage                  | |  |
| 1996       | Sabrina, cosas de brujas                | Chad Corey Dylan            | |  |
| 2001–2002  | Resurrection Blvd                       | Luke Bonner                 | |  |
| 2002       | The Twilight Zone                       | Sean Moore                  | |  |
| 2003       | CSI: Crime Scene Investigation          | Gregory Curtwell            | |  |
| 2004       | Las Vegas                               | Connor Mills                | |  |
| 2004       | Hope & Faith                            |                             | |  |
| 2005–2006  | Freddie                                 | Chris                       | |  |
| 2006       | George Lopez                            | Chris                       | |  |
| 2007       | Untitled David Kohan/Max Mutchnick      | Noah                        | |  |
| 2008–2009  | Terminator: The Sarah Connor Chronicles | Derek Reese                 | |  |
| 2009       | CSI: Miami                              | Anthony Green               | |  |
| 2009       | Body Politic                            | Lucky Evans                 | |  |
| 2009       | Saturday Night Live                     | Bumblebee                   | |  |
| 2009–2010  | Smallville                              | Metallo                     | |  |
| 2010–2011  | Mujeres desesperadas                    | Keith Watson                | |  |
| 2011       | Mobsters                                | Carmine                     | Episode: "Carmine or Brian?" |  |
| 2011       | Suite 7                                 | Cole                        | Episode: " Captive Audience" |  |
| 2011       | Adults Only                             | Dick                        | |  |
| 2012       | Happy Endings (serie de televisión)     | Chris                       | Episodes: "Cazsh Dummy Spillionaires" and " Four Weddings and a Funeral (Minus Three Weddings and One Funeral)"                                                                                           |  |
| 2012-2013  | Wedding Band                            | Tommy                       | 10 Episodes |  |
| 2012- 2014 | Anger Management (serie de televisión)  | Sean                        | 54 episodes |  |

### Web series
| Year | Title       | Role |
| ---- | ----------- | ---- |
| 2010 | Suite 7     | Cole |
| 2011 | Adults Only |      |